# Aurelio Angelo Colleoni
Aurelio Angelo Colleoni (Treviglio, 4 luglio 1910 – 4 marzo 1973) è stato un politico italiano.

## Biografia
Capo-officina alla Dalmine, acciaieria ubicata nell'omonimo paese della bergamasca, diventa segretario provinciale della CISL.
Membro della Democrazia Cristiana, viene eletto nella I legislatura della Repubblica Italiana e riconfermato fino alla IV alla Camera (restando quindi in carica dal 1948 al 1968) e poi nella V legislatura passa al Senato, dove resta dal 1968 al 1972.